# ماتيوس غاليانو دا كوستا
ماتيوس غاليانو دا كوستا (بالبرتغالية: Mateus Galiano da Costa)، من مواليد 18 يناير 1984 في أنغولا، لاعب كرة قدم أنغولي.
بدأ مسيرته الكروية مع نادي بيجا في موسم 2001/2002، وفي موسم 2002/2003 انتقل إلى نادي سبورتنغ، ولعب معهم 23 مباراة وسجل 8 أهداف، وفي موسم 2003/2004 انتقل إلى نادي كاسا بيا، ولعب معهم 35 مباراة وسجل 14 هدف، وفي موسم 2004/2005 انتقل إلى نادي ليكسيا، ولعب معهم 10 مباريات وسجل 3 أهداف، وفي عام 2005 انتقل إلى نادي جيل فيسنتي البرتغالي، ولعب معهم 16 مباراة وسجل 7 أهداف، ومنذ عام 2006 وهو يلعب مع نادي بوافيستا البرتغالي.
منذ عام 2006 وهو يلعب مع منتخب أنغولا لكرة القدم.

## روابط خارجية
- ماتيوس غاليانو دا كوستا على موقع قاعدة بيانات كرة القدم.إي يو (الإنجليزية)
- ماتيوس غاليانو دا كوستا على موقع ناشيونال فوتبول تيمز (الإنجليزية)
- ماتيوس غاليانو دا كوستا على موقع Soccerway.com (الإنجليزية)
- ماتيوس غاليانو دا كوستا على موقع عالم كرة القدم.نت (الإنجليزية)
- ماتيوس غاليانو دا كوستا على موقع AS.com (الإسبانية)